# Александра (Грчка)
Александра (грч. Αλεξάνδρα) је насељено место у општини Кукуш у периферији Средишња Македонија, Грчка. Према попису из 2021. године било је 104 становника.
Према бугарском географу и историчару, Василу Канчову, у Александри је 1900. године живело 60 Турака и 30 Рома.  Године 1924. турско становништво је принудно исељено у Турску а на њихово место су насељене грчке избегличке породице. На попису из 1928. године Александра је имала 69 становника. Село се раније звало Ерџели.